# Индонезийско-мексиканские отношения
Индонезийско-мексиканские отношения — двусторонние дипломатические отношения между Индонезией и Мексикой. Страны рассматривают друг друга в качестве стратегических партнеров; Индонезия в Юго-Восточной Азии и Мексика в Латинской Америке. Государства входят в следующие организации: Азиатско-Тихоокеанское экономическое сотрудничество (АТЭС), Форум сотрудничества стран Восточной Азии и Латинской Америки, Группы 15, Большая двадцатка, Организация Объединённых Наций и Всемирная торговая организация

## История
Первый контакт между двумя странами состоялся через Манильские галеоны, которые курсировали между Акапулько (Мексика) и Манилой (Филиппины). Испанцы торговали с голландскими и португальскими колониями в Юго-Восточной Азии и возвращались в Мексику с товарами и людьми из этого региона. В декабре 1949 года Индонезия получила независимость от Нидерландов. 6 апреля 1953 года Индонезия и Мексика установили дипломатические отношения. Вскоре после этого посол Мексики в Токио (Япония) был аккредитован в Индонезии. Только в 1961 году Мексика назначила постоянного посла в Индонезии. В 1958 году президент Индонезии Сукарно стал первым главой государства, посетившим Мексику. В 1962 году президент Мексики Адольфо Лопес Матеос совершил официальный визит в Индонезию.
Президент Индонезии Сусило Бамбанг Юдойоно посетил Мексику с официальным визитом в 2008 году и ещё раз в 2012 году для участия в саммите АТЭС в Лос-Кабосе. Во время своего визита в 2008 году президент Сусило Бамбанг Юдойоно подписал ряд соглашений с Мексикой в области образования, сельского хозяйства, развития торговли и сотрудничества в области энергетики. В мае 2013 года министр иностранных дел Индонезии Марти Наталегава посетил Мексику для участия в праздновании 60-й годовщины со дня установления дипломатических отношений между странами. В ознаменование этого события почтовое отделение Мексики и Индонезии выпустило совместную марку, на которой изображены животные, как символ обеих стран: мексиканский ягуар и борнейский дымчатый леопард.
В 2013 году президент Мексики Энрике Пенья Ньето посетил Бали для участия в саммите АТЭС.

## Визиты на высоком уровне
Из Индонезии в Мексику:
- Президент Сукарно (1958, 1959, 1961)
- Президент Сухарто (1991)
- Президент Абдуррахман Вахид (2000)
- Президент Мегавати Сукарнопутри (2002)
- Президент Сусило Бамбанг Юдойоно (2008, 2012)
- Министр иностранных дел Марти Наталегава (2013)

Из Мексики в Индонезию:
- Президент Адольфо Лопес Матеос (1962)
- Президент Карлос Салинас (1994)
- Президент Энрике Пенья Ньето (2013)
- Министр иностранных дел Хосе Антонио Мид (2013)

## Двусторонние соглашения
Между странами подписано несколько двусторонних соглашений, таких как: Соглашение об установлении торговых отношений между Индонезией и Мексикой (1961 год); Соглашение о научно-техническом сотрудничестве (1998 год); Соглашение о сотрудничестве в области образования и культуры (2001 год); Меморандум об установлении взаимных двусторонних консультаций между двумя странами (2001 год); Соглашение об избежании двойного налогообложения и уклонении от уплаты налогов (2004 год); Соглашение о сотрудничестве в борьбе с незаконным оборотом наркотиков, психотропными веществами и химическими прекурсорами (2011 год); Меморандум о взаимопонимании в борьбе с транснациональной преступностью и развитием потенциала (2011 год); Соглашение об услугах воздушного транспорта (2013 год); Меморандум о взаимопонимании в области сотрудничества в области здравоохранения и туризма (2013 год) и Меморандум о взаимопонимании в сотрудничестве между Bancomext и Eximbank of Indonesia (2013 год).

## Торговые отношения
В 2018 году объём товарооборота между странами составил сумму 1,7 миллиарда долларов США. Экспорт Индонезии в Мексику: текстиль, каучук, пальмовое масло и золото. Экспорт Мексики в Индонезию: серебро, медь, хлопок, тракторы, компьютерные комплектующие и продукты на основе нефти. Мексиканская транснациональная компания KidZania представлена в Индонезии.

## Культурные и образовательные отношения
Правительство Мексики предлагает стипендию для индонезийцев, которые хотят продолжить обучение в аспирантуре в Мексике. Правительство Индонезии предлагает культурные стипендии, чтобы молодые мексиканцы могли изучать индонезийскую культуру (язык, музыку, театр, батик, танцы и т. д.), а также стипендию для последипломного образования. В настоящее время в Мексике существует несколько индонезийских представителей искусства и культуры, начиная с 2002 года, когда Фитра Исму Кусумо основал группу Indra Swara для продвижения музыкального искусства (гамелан) и театра марионеток ваянг. В 2005 году Грасиела Лопес основала индонезийскую группу традиционного танца «Tari Bali»; а затем в 2015 году была основана другая танцевальная группа под названием «Mirah Delima». Есть также группы боевых искусств «Пенсак Силат» во главе с Рамоном Йи, Гектором Бесеррилем и Раймундо Вонгом, а также школа искусств батика, основанная Франсиско Соренсичем.

## Дипломатические представительства
- Индонезия имеет посольство в Мехико[12].
- Мексика содержит посольство в Джакарте[13].